# تاته‌بایاشی، گونما
تاته‌بایاشی در استان گونما در کشور ژاپن واقع شده‌است  که دارای جمعیت ۷۹٬۰۲۳ نفر و مساحت ۶۰٫۹۸ کیلومتر مربع با تراکم جمعیت ۱٬۲۹۶  نفر در کیلومترمربع است و در تاریخ ۱ آوریل ۱۹۵۴ به عنوان شهر شناخته شد.